# Pijaos
Le peuple Pijao, également appelé Coyaima Natagaima est un peuple amérindien de Colombie.

## Démographie
Selon le recensement de la population effectué en 2005 par le DANE, 58 810 personnes sont reconnues appartenir au peuple pijao. 30 160 sont des hommes et 28 650 sont des femmes. La population pijao se concentre notamment dans le département du Tolima.